# Adam Krupa (polityk)
Adam Krupa (ur. 1 września 1954 w Nowej Wsi) – polski polityk, samorządowiec, poseł na Sejm VI kadencji, w latach 2006–2007 i od 2014 burmistrz Głubczyc.

## Życiorys
Ukończył studia na Wydziale Elektrycznym Wyższej Szkoły Inżynierskiej w Opolu, uzyskując tytuł zawodowy inżyniera elektryka. W latach 2002–2006 sprawował funkcję zastępcy burmistrza miasta i gminy Głubczyce. W wyborach samorządowych w 2006 wybrany na burmistrza w I turze.
W wyborach parlamentarnych w 2007 uzyskał mandat posła na Sejm VI kadencji z listy Platformy Obywatelskiej. Startował w okręgu opolskim, uzyskując 8122 głosy. Był działaczem Stronnictwa Demokratycznego. Dwa lata po wyborach opuścił SD i przystąpił do PO. W wyborach w 2011 bezskutecznie ubiegał się o reelekcję. W 2012 objął stanowisko wicedyrektora oddziału terenowego Agencji Nieruchomości Rolnych w Opolu. W 2014, 2018 i 2024 ponownie w I turze uzyskiwał wybór na urząd burmistrza Głubczyc.